# زوي تيلفورد
زوي تيلفورد (بالإنجليزية: Zoe Telford)‏ هي ممثلة بريطانية، ولدت في 1973 بنورتش في المملكة المتحدة.

## أعمال

### أفلام
- (2004) الموت على النيل
- (2005) نقطة المباراة[3][4]

### مسلسلات
- شرلوك

## وصلات خارجية
- زوي تيلفورد على موقع IMDb (الإنجليزية)
- زوي تيلفورد على موقع قاعدة بيانات الفيلم (الإنجليزية)